# Compsibidion divisum
Compsibidion divisum är en skalbaggsart som beskrevs av Martins 1969. Compsibidion divisum ingår i släktet Compsibidion och familjen långhorningar. Inga underarter finns listade i Catalogue of Life.